# Karol Fabiani
Karol Fabiani (ur. 1 listopada 1716, zm. po 9 kwietnia 1791) – jezuita, kaznodzieja.
W 1732 wstąpił do zakonu jezuitów. 1 lutego 1750 złożył śluby zakonne. od 2 lutego 1772 do zniesienia zakonu był rektorem kolegium jezuitów w Poznaniu. Po kasacie zakonu jezuitów zamieszkał w Łęczycy, gdzie był mansjonarzem. Jesienią 1779 został kanonikiem kaliskim i kaznodzieją szkół wydziałowych kaliskich.
Wydał zbiory kazań: 
- Kazania na niedziele i święta całego roku, t. 4, Kalisz 1781, Brodnica 1865[1];
- Misja apostolska, t. 3, Kalisz 1781, Poznań 1876[1];
- Kazania o męce Zbawiciela naszego Jezusa Chrystusa na trzy posty podzielone, Kalisz 1788; i inne[1].